# نايتكيل
نايتكيل (بالإنجليزية: Nightkill)‏ هو فيلم إثارة أمريكي ألماني غربي تم إنتاجه في سنة 1980، وهو من إخراج تيد بوست ومن بطولة روبرت ميتشوم وجاكلين سميث.

## القصة
الفيلم يتكلم عن قصة سيدة أعمال من أريزونا عديمة الضمير اسمها ويندل أتويل، كاثرين بيوتي تبكي خلف ستيف فلتون، وتقوم بتخبئة مليون دولار عن حبيبها.

## البطولة
- روبرت ميتشوم بدور دونر
- جاكلين سميث بدور كاثرين أتويل
- جيمس فرانسيسكوس بدور ستيف فلتون
- مايك كونورس بدور ويندل أتويل
- فريتز ويفر بدور هيربرت تشايلدس
- سيبيل داننغ بدور مونيكا تشايلدس
- بيلندا ماين بدور كريستين
- تينا مينارد بدور كونسويلا
- أنغوس سكريم
- مايكل أندرسون الإبن
- ميلاني مككوين بدور أليس

## روابط خارجية
- نايتكيل على موقع IMDb (الإنجليزية)
- نايتكيل على موقع روتن توميتوز (الإنجليزية)
- نايتكيل على موقع Turner Classic Movies (الإنجليزية)
- نايتكيل على موقع أول موفي (الإنجليزية)
- نايتكيل على موقع فيلمافينيتي (الإسبانية)
- نايتكيل على موقع قاعدة بيانات الأفلام السويدية (السويدية)
- نايتكيل على موقع قاعدة بيانات الفيلم (الإنجليزية)
- نايتكيل على موقع ليتربوكسد (الإنجليزية)
- نايتكيل على موقع كينوبويسك (الروسية)